# Floursies
Floursies est une commune française située dans le département du Nord, en région Hauts-de-France.

## Géographie
Floursies se situe dans le sud-est du département du Nord (Hainaut) en plein cœur du parc naturel régional de l'Avesnois. L'Avesnois est connu pour ses prairies, son bocage et son relief un peu vallonné dans sa partie sud-est (début des contreforts des Ardennes), dite « petite Suisse du Nord ».
En fait, Floursies fait partie administrativement de l'Avesnois, historiquement du Hainaut et ses paysages rappellent la Thiérache.
La commune se trouve à 95 km de Lille (préfecture du Nord) ou Bruxelles, à 40 km de Valenciennes, Mons (B) et à 8 km d'Avesnes-sur-Helpe (sous-préfecture).
La Belgique et le département de l'Aisne se trouvent à 15 km.
Les communes proches de Floursies sont : Semousies, Dourlers, Beugnies, Saint-Aubin, Éclaibes, Beaufort, Wattignies-la-Victoire, Dimont.
Floursies doit peut-être son nom à un temple romain dédié à Flore.
Un aqueduc romain partait de Floursies pour alimenter Bavay en eau.
Floursies comporte des espaces boisés qui forment la Haie d'Avesnes.

### Communes limitrophes
| Éclaibes | Beaufort  | Wattignies-la-Victoire |
|          | Floursies |                        |
| Dourlers |           | Beugnies               |

### Hydrographie

#### Réseau hydrographique
La commune est située dans le bassin Artois-Picardie. Elle est drainée par le ruisseau d'Eclaibes et le ruisseau de la Braquenière,,.
La Tarsy, d'une longueur de 15 km, prend sa source dans la commune de Beugnies et se jette  dans la Sambre canalisée à Leval, après avoir traversé huit communes. 

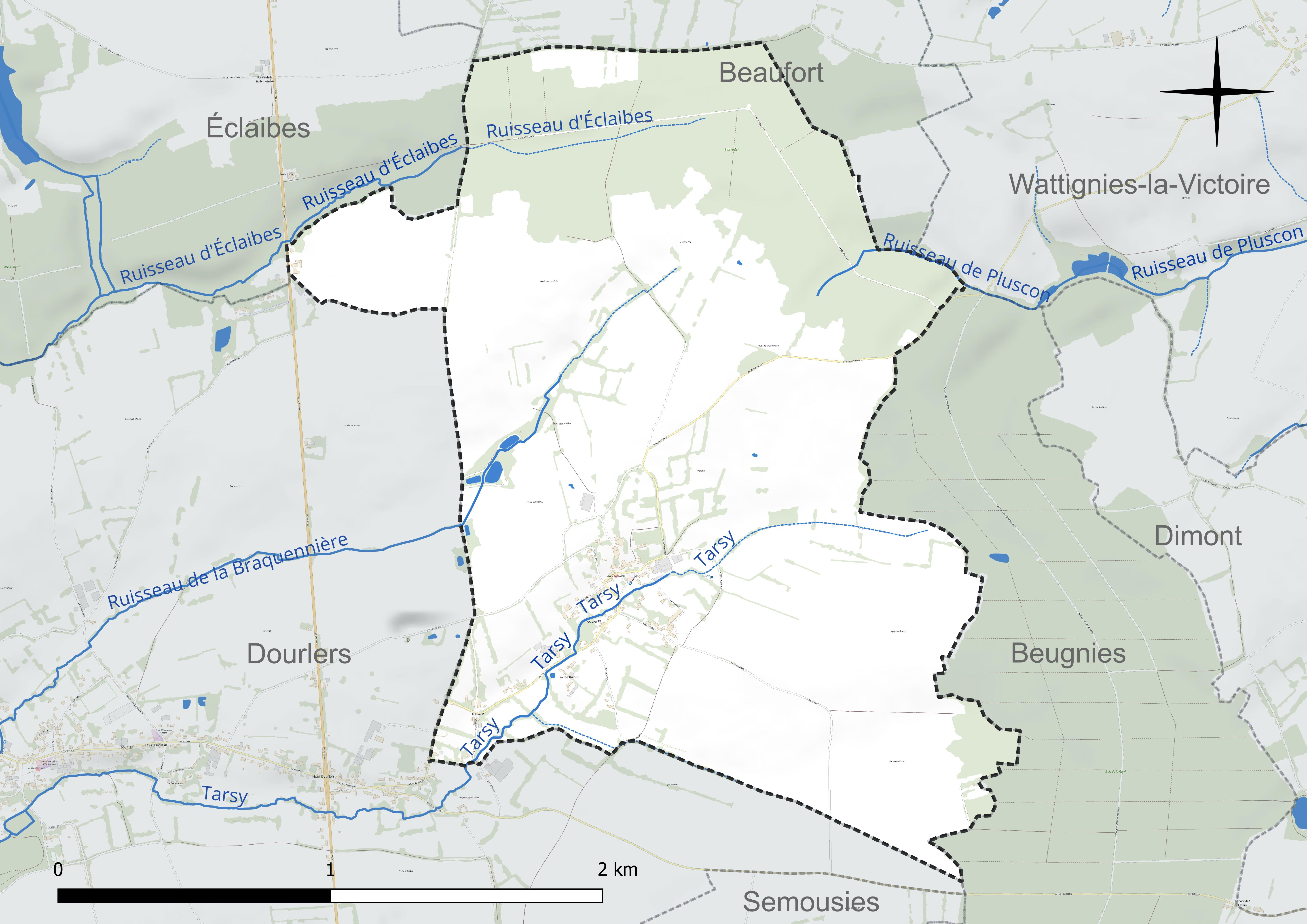
Réseau hydrographique de Floursies.

#### Gestion et qualité des eaux
Le territoire communal est couvert par le schéma d'aménagement et de gestion des eaux (SAGE) « Sambre ». Ce document de planification concerne un territoire de 1 253 km2 de superficie, délimité par le bassin versant de la Sambre. Le périmètre a été arrêté le 1er novembre 2003 et le SAGE proprement dit a été approuvé le 21 septembre 2012, puis modifié le 18 août 2022. La structure porteuse de l'élaboration et de la mise en œuvre est le syndicat mixte du Parc naturel régional de l'Avesnois. 
La qualité des cours d'eau peut être consultée sur un site dédié géré par les agences de l'eau et l'Agence française pour la biodiversité. 

### Climat
Pour des articles plus généraux, voir Climat des Hauts-de-France et Climat du Nord.
En 2010, le climat de la commune est de type climat des marges montargnardes, selon une étude du CNRS s'appuyant sur une série de données couvrant la période 1971-2000. En 2020, Météo-France publie une typologie des climats de la France métropolitaine dans laquelle la commune est exposée à un climat océanique altéré et est dans la région climatique  Nord-est du bassin Parisien, caractérisée par un ensoleillement médiocre, une pluviométrie moyenne régulièrement répartie au cours de l'année et un hiver froid (3 °C). 
Pour la période 1971-2000, la température annuelle moyenne est de 9,7 °C, avec une amplitude thermique annuelle de 14,9 °C. Le cumul annuel moyen de précipitations est de 902 mm, avec 12,9 jours de précipitations en janvier et 10,4 jours en juillet. Pour la période 1991-2020, la température moyenne annuelle observée sur la station météorologique la plus proche, située sur la commune de Saint-Hilaire-sur-Helpe à 7 km à vol d'oiseau, est de 10,5 °C et le cumul annuel moyen de précipitations est de 802,4 mm,. Pour l'avenir, les paramètres climatiques de la commune estimés pour 2050 selon différents scénarios d'émission de gaz à effet de serre sont consultables sur un site dédié publié par Météo-France en novembre 2022.

## Urbanisme

### Typologie
Au 1er janvier 2024, Floursies est catégorisée commune rurale à habitat dispersé, selon la nouvelle grille communale de densité à sept niveaux définie par l'Insee en 2022.
Elle est située hors unité urbaine. Par ailleurs la commune fait partie de l'aire d'attraction de Maubeuge (partie française), dont elle est une commune de la couronne,. Cette aire, qui regroupe 65 communes, est catégorisée dans les aires de 50 000 à moins de 200 000 habitants,.

### Occupation des sols
L'occupation des sols de la commune, telle qu'elle ressort de la base de données européenne d'occupation biophysique des sols Corine Land Cover (CLC), est marquée par l'importance des territoires agricoles (70,1 % en 2018), une proportion sensiblement équivalente à celle de 1990 (70,7 %). La répartition détaillée en 2018 est la suivante : 
terres arables (40,1 %), prairies (30 %), forêts (23,7 %), zones urbanisées (6,2 %). L'évolution de l'occupation des sols de la commune et de ses infrastructures peut être observée sur les différentes représentations cartographiques du territoire : la carte de Cassini (XVIIIe siècle), la carte d'état-major (1820-1866) et les cartes ou photos aériennes de l'IGN pour la période actuelle (1950 à aujourd'hui).

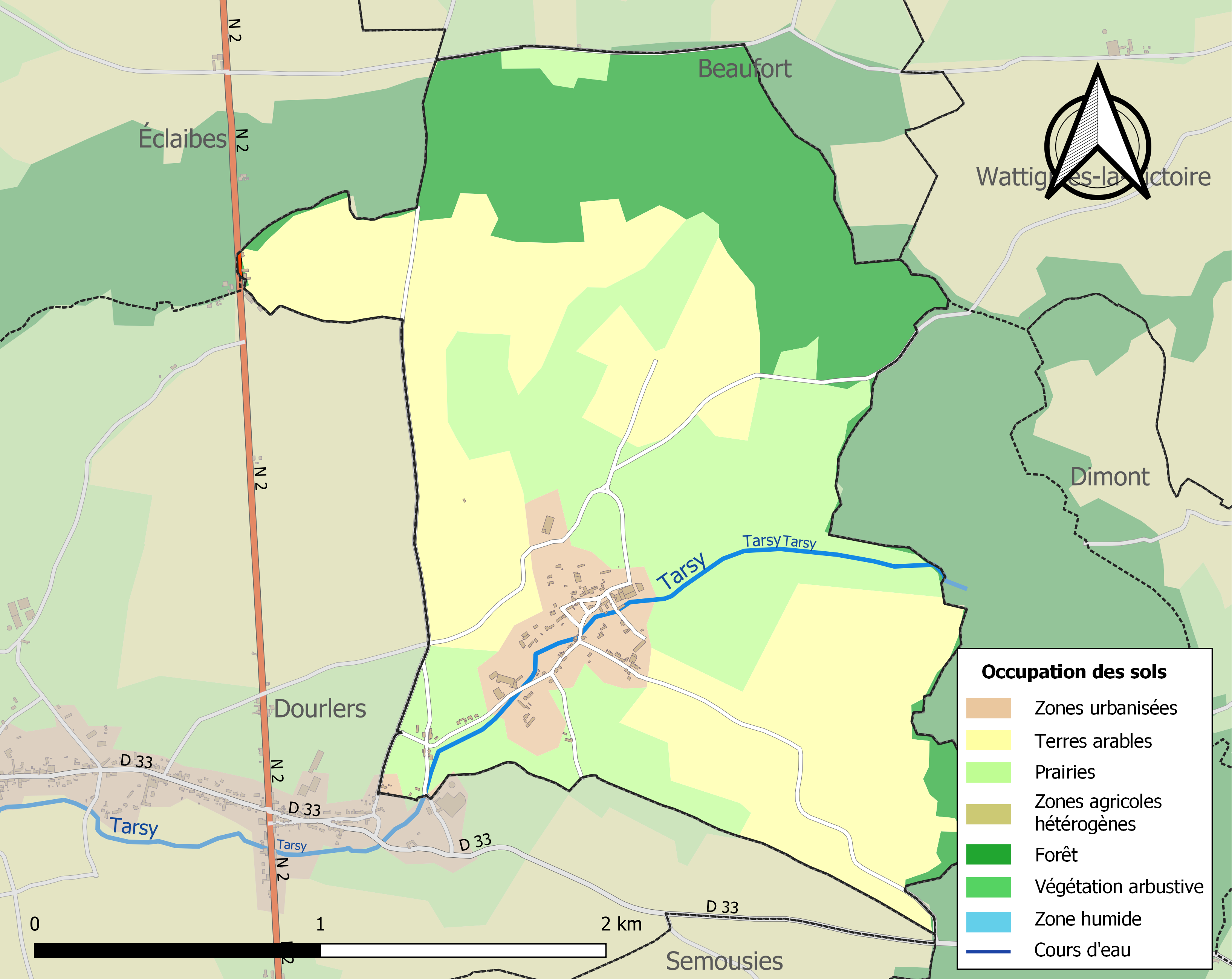
Carte des infrastructures et de l'occupation des sols de la commune en 2018 (CLC).

## Toponymie
Noms anciens : Florgies, 1180, bulle du pape Alexandre III (cf Statistique archéologique du département du Nord - seconde partie - 1867), Florsies, 1140, cart. de l'abb. de Liessies. — Floresies, 1151, id. — Florsies, 1162, Mirœus, III, 342. Floresies, 1186, J. de Guise, XII, 339. — Floresies, 1249, cart. de l'abb. de Liessies. — Floresies, 1349, pouillé de Cambrai. — Fontaine-Florie, Vinchant, annales du Hainau. — Florezies. — Florsies — Florzies. — Floursy. — Floursies. — Documents divers (cf Bulletin de la commission historique du département du Nord - tome IX - 1866).
D'après Maurits Gysseling, Floursies viendrait d'un anthroponyme germanique, Flōrtso.

## Histoire
- Monuments : Il ne reste plus aujourd'hui que le bassin circulaire qui renferme l'abondante fontaine dont les eaux alimentaient, sous les Romains, la ville de Bavay, au moyen d'un aqueduc de plus de 20 kilomètres de longueur. Les constructions romaines qui entouraient cette fontaine et l'aqueduc lui-même, dont, selon Vinchant, on voyait encore les ruines au XVIIe siècle, ont entièrement disparu. L'église actuelle, qui date de 1755, a été, sans aucun doute, reconstruite sur l'emplacement et avec les matériaux d'une plus ancienne et peut-être même avec ceux d'un temple que les Romains auraient élevé à Flore en cet endroit. Des fondations cimentées et un pavé en larges dalles, découvert dans une prairie au nord de l'église, font supposer qu'outre les constructions qui bordaient la fontaine, il existait anciennement d'autres habitations dans ses environs[17].
- 1790 : à la suite de la subdivision des départements français en districts, à partir de 1790, Floursies se trouve dans le canton de Dourlers, lequel canton appartient au district d'Avesnes jusqu'en 1795, date à laquelle les districts sont supprimés par la constitution du 5 fructidor An III (22 août 1795). Ils seront remplacés par les arrondissements créés par la loi du 28 pluviôse an VIII (17 février 1800).
- Plans du cadastre napoléonien (1813 et 1868) de Floursies : site internet des Archives départementales du Nord
- 1914-1918 - Première Guerre mondiale : Floursies se trouve en zone occupée par les troupes allemandes d'août 1914 jusqu'au 8 novembre 1918, date où le village est libéré par des troupes britanniques, au sein desquelles 5 soldats irlandais trouveront la mort. Leurs noms figurent sur le monument aux mot de Floursies.
- 1921 : Inauguration du monument aux morts le 24 juillet 1921.
- 1940-1944 - Seconde Guerre mondiale : Floursies se trouve en zone occupée par les troupes allemandes de mai 1940 à septembre 1944.

## Héraldique
|  | Les armes de Floursies se blasonnent ainsi : D'azur à trois clefs d'or mises en pal, les pannetons en haut et à dextre.. |

## Politique et administration

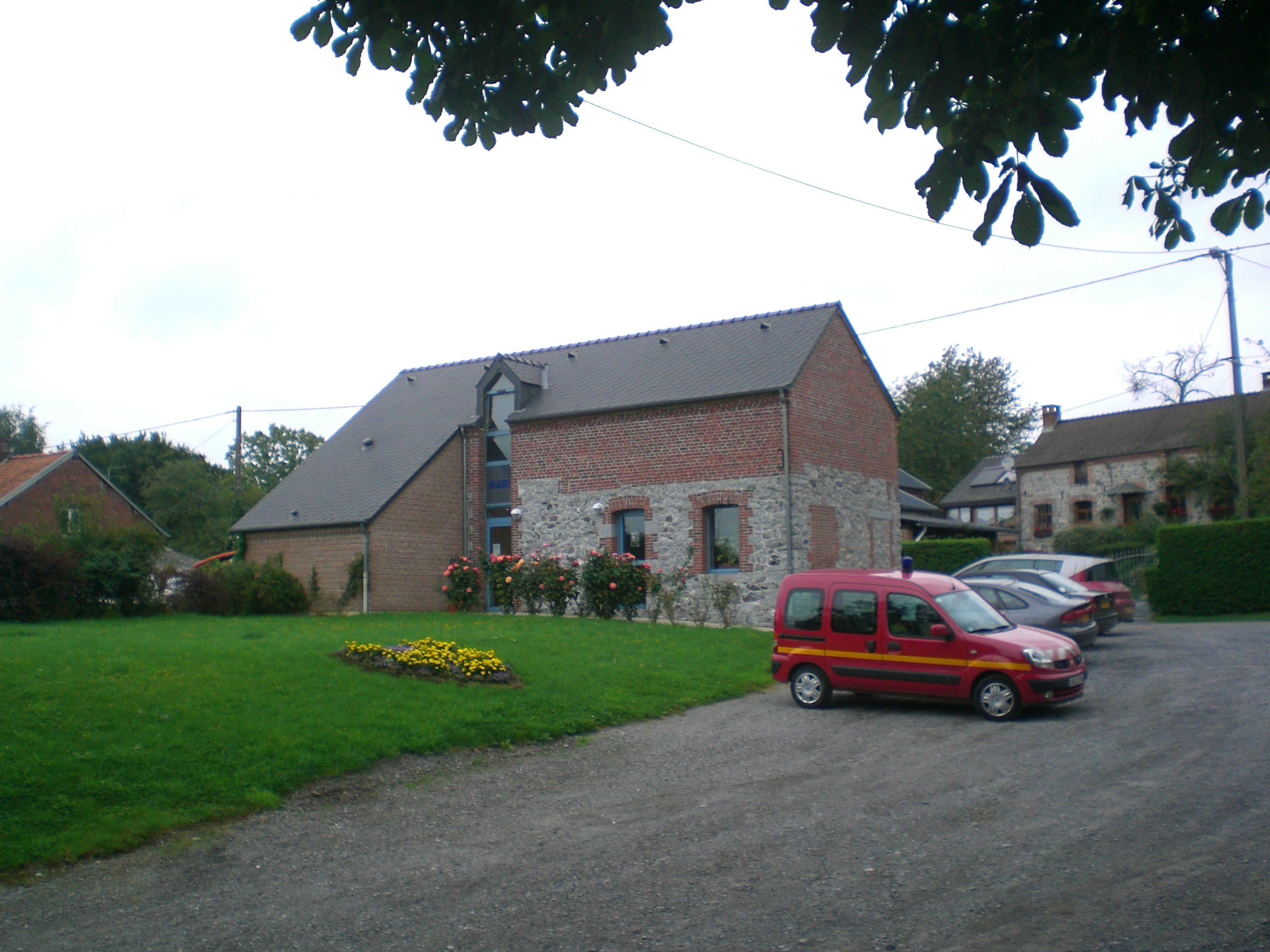
Mairie

- Maire en 1802-1803 : Alex. Thiroux[18].
- Maire en 1807-1808 : Wautier[19]'[20].
- Maire en 1881 : Stordreau[21].
- Maire en 1939 : Vérin[22].

- Jacques Ansieau, maire en 1981 (réf. : JO du 15 avril 1981).

| Identité                                             | Période   | Période   | Durée            | Étiquette |
| Identité                                             | Début     | Fin       | Durée            | Étiquette |
| ---------------------------------------------------- | --------- | --------- | ---------------- | --------- |
| Fernand Debarle (d) (4 septembre 1929 - 6 juin 2017) | juin 1995 | mars 2008 | 12 ans et 9 mois |           |
| Alain Deltour (d) (né le 20 janvier 1948)            | mars 2008 | En cours  | 17 ans et 4 mois |           |

## Population et société

### Démographie

#### Évolution démographique
L'évolution du nombre d'habitants est connue à travers les recensements de la population effectués dans la commune depuis 1793. Pour les communes de moins de 10 000 habitants, une enquête de recensement portant sur toute la population est réalisée tous les cinq ans, les populations de référence des années intermédiaires étant quant à elles estimées par interpolation ou extrapolation. Pour la commune, le premier recensement exhaustif entrant dans le cadre du nouveau dispositif a été réalisé en 2005.

En 2022, la commune comptait 127 habitants, en évolution de −0,78 % par rapport à 2016 (Nord : +0,51 %, France hors Mayotte : +2,11 %).
| 1793 | 1800 | 1806 | 1821 | 1831 | 1836 | 1841 | 1846 | 1851 |
| ---- | ---- | ---- | ---- | ---- | ---- | ---- | ---- | ---- |
| 151  | 147  | 209  | 181  | 220  | 233  | 240  | 238  | 231  |

| 1856 | 1861 | 1866 | 1872 | 1876 | 1881 | 1886 | 1891 | 1896 |
| ---- | ---- | ---- | ---- | ---- | ---- | ---- | ---- | ---- |
| 225  | 248  | 216  | 203  | 200  | 183  | 174  | 185  | 176  |

| 1901 | 1906 | 1911 | 1921 | 1926 | 1931 | 1936 | 1946 | 1954 |
| ---- | ---- | ---- | ---- | ---- | ---- | ---- | ---- | ---- |
| 168  | 149  | 147  | 151  | 164  | 138  | 134  | 145  | 160  |

| 1962 | 1968 | 1975 | 1982 | 1990 | 1999 | 2005 | 2006 | 2010 |
| ---- | ---- | ---- | ---- | ---- | ---- | ---- | ---- | ---- |
| 153  | 139  | 127  | 136  | 129  | 129  | 135  | 134  | 138  |

| 2015 | 2020 | 2022 | - | - | - | - | - | - |
| ---- | ---- | ---- | - | - | - | - | - | - |
| 131  | 127  | 127  | - | - | - | - | - | - |

#### Pyramide des âges
La population de la commune est relativement jeune.
En 2018, le taux de personnes d'un âge inférieur à 30 ans s'élève à 34,6 %, soit en dessous de la moyenne départementale (39,5 %). À l'inverse, le taux de personnes d'âge supérieur à 60 ans est de 27,5 % la même année, alors qu'il est de 22,5 % au niveau départemental.
En 2018, la commune comptait 63 hommes pour 64 femmes, soit un taux de 50,39 % de femmes, légèrement inférieur au taux départemental (51,77 %).
Les pyramides des âges de la commune et du département s'établissent comme suit.
| Hommes | Classe d’âge | Femmes |
| ------ | ------------ | ------ |
| 0,0    | 90 ou +      | 0,0    |
| 4,8    | 75-89 ans    | 6,3    |
| 19,0   | 60-74 ans    | 25,0   |
| 27,0   | 45-59 ans    | 17,2   |
| 17,5   | 30-44 ans    | 14,1   |
| 15,9   | 15-29 ans    | 21,9   |
| 15,9   | 0-14 ans     | 15,6   |

| Hommes | Classe d’âge | Femmes |
| ------ | ------------ | ------ |
| 0,5    | 90 ou +      | 1,4    |
| 5,3    | 75-89 ans    | 8,1    |
| 14,8   | 60-74 ans    | 16,2   |
| 19,1   | 45-59 ans    | 18,4   |
| 19,5   | 30-44 ans    | 18,7   |
| 20,7   | 15-29 ans    | 19,1   |
| 20,2   | 0-14 ans     | 18     |

## Lieux et monuments
- La fontaine Saint-Éloi, classée Monument historique.
- L'église Saint-Rémi, du XVIe siècle et XVIIIe siècle.
- Le kiosque à musique en balcon, type kiosque à danser.
- Le calvaire des années 1850, l'oratoire Saint-Antoine-de-Padoue XVIIIe siècle et la chapelle Saint-Julien.

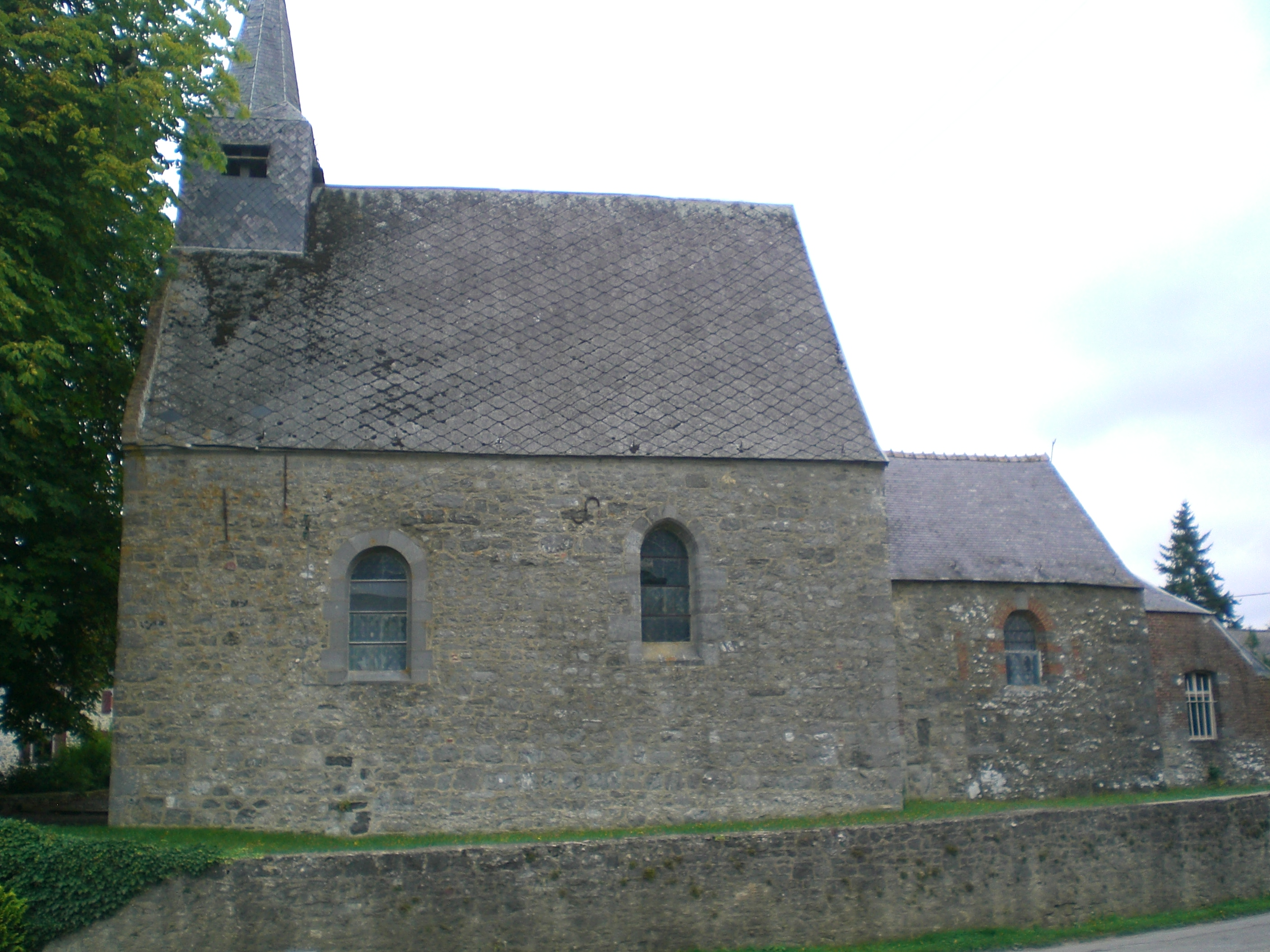
L'église Saint-Rémi.
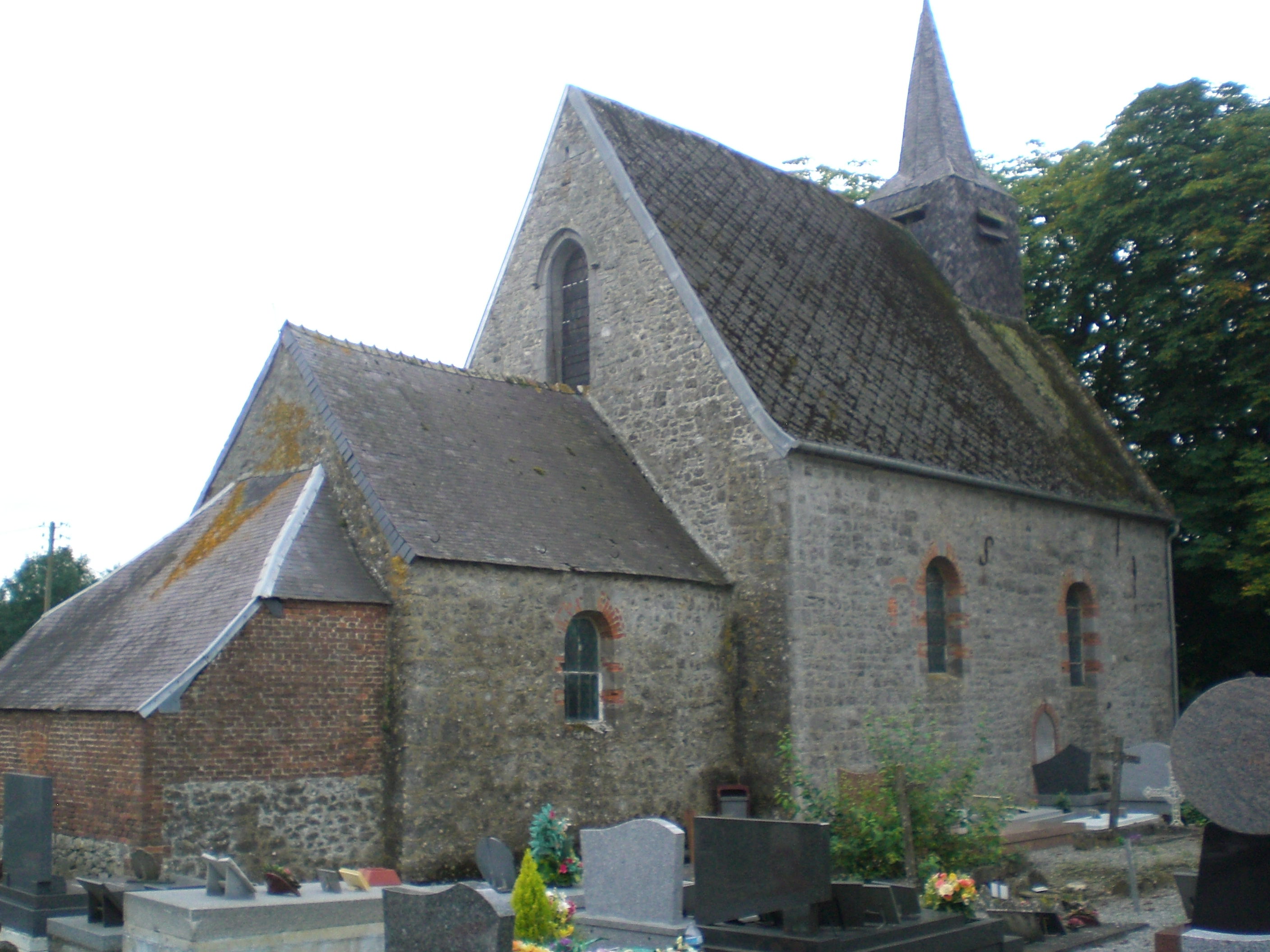
L'église Saint-Rémi.
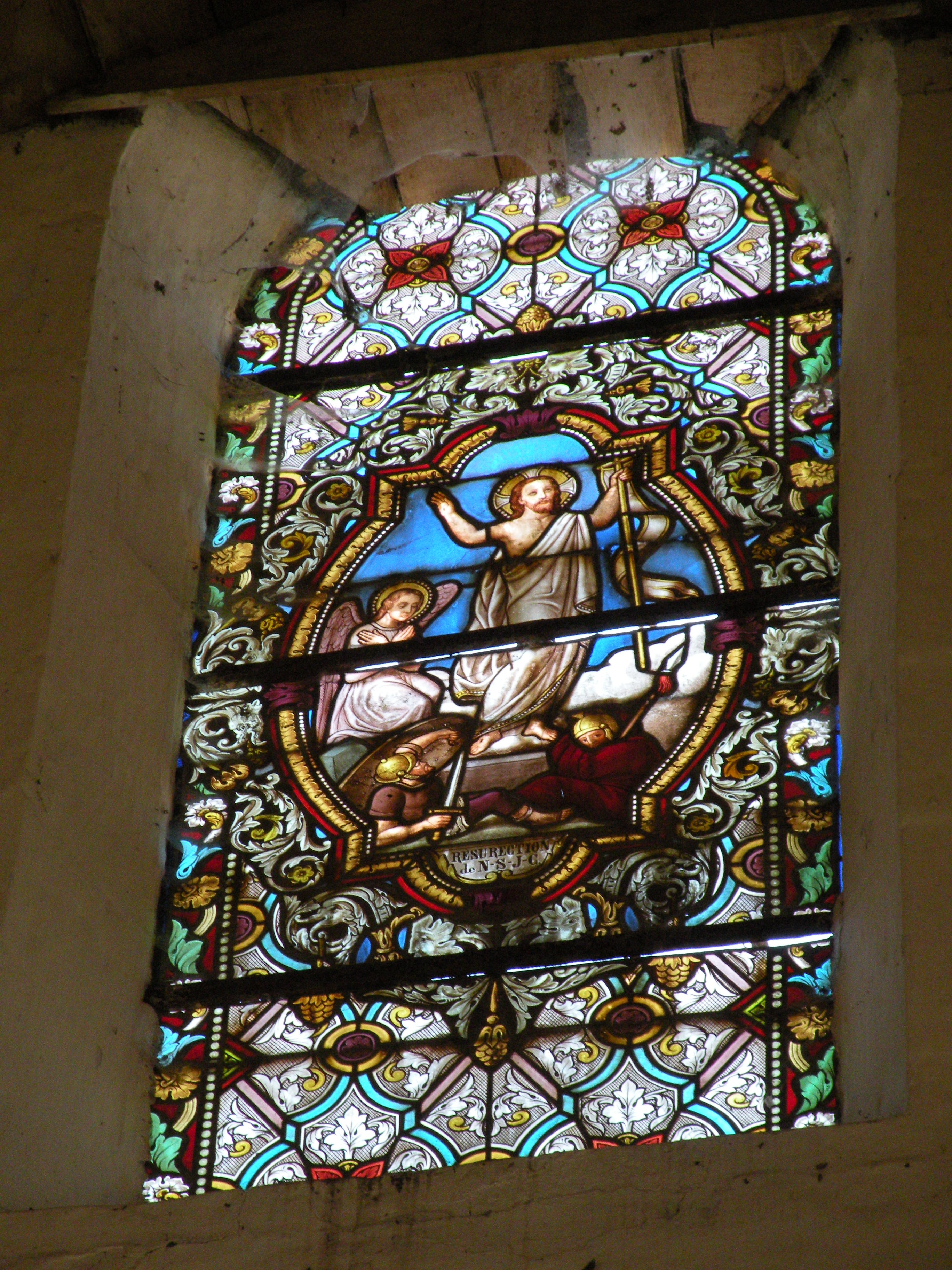
Vitrail de l'église Saint-Rémi.
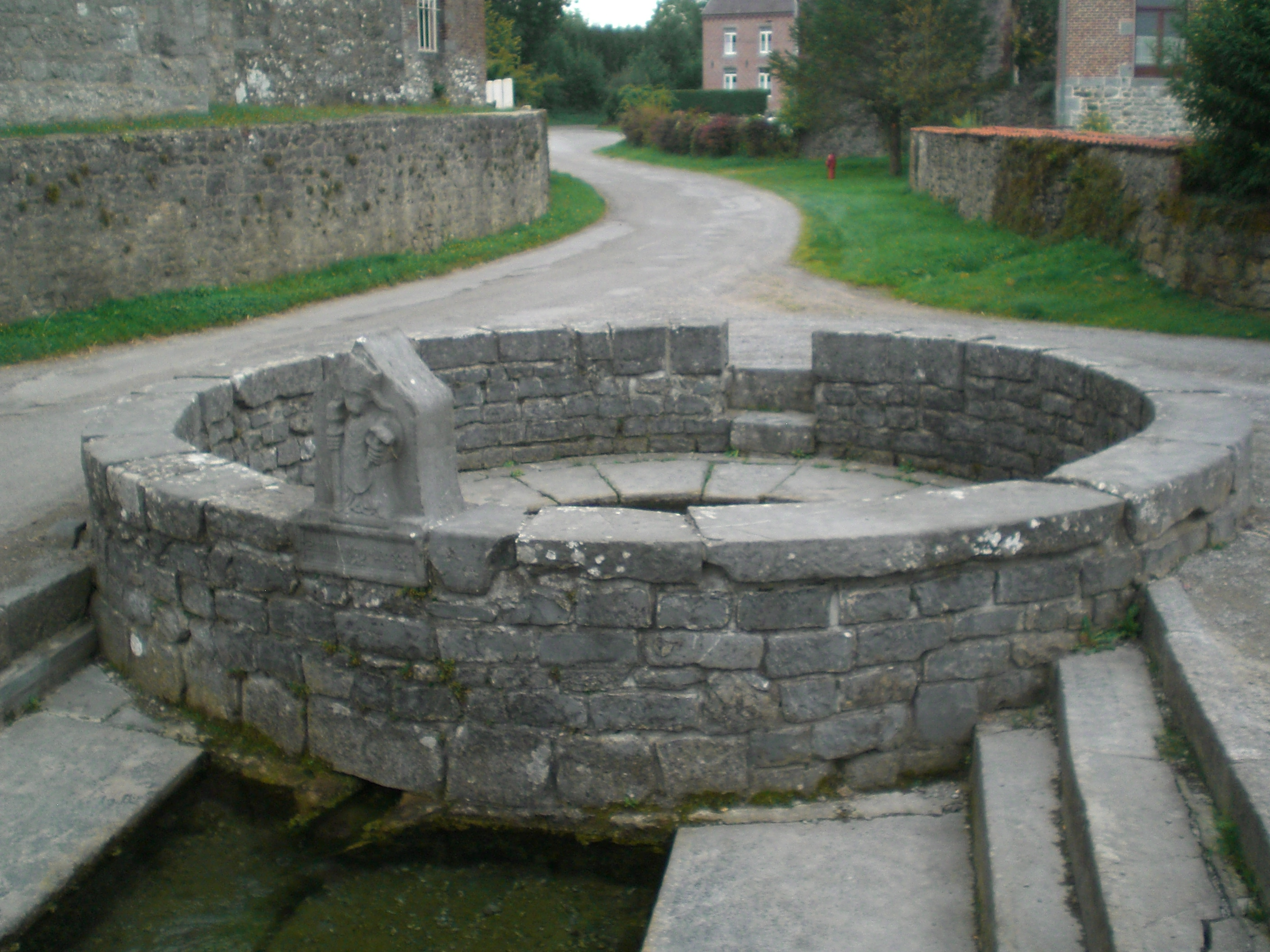
La fontaine Saint-Éloi.
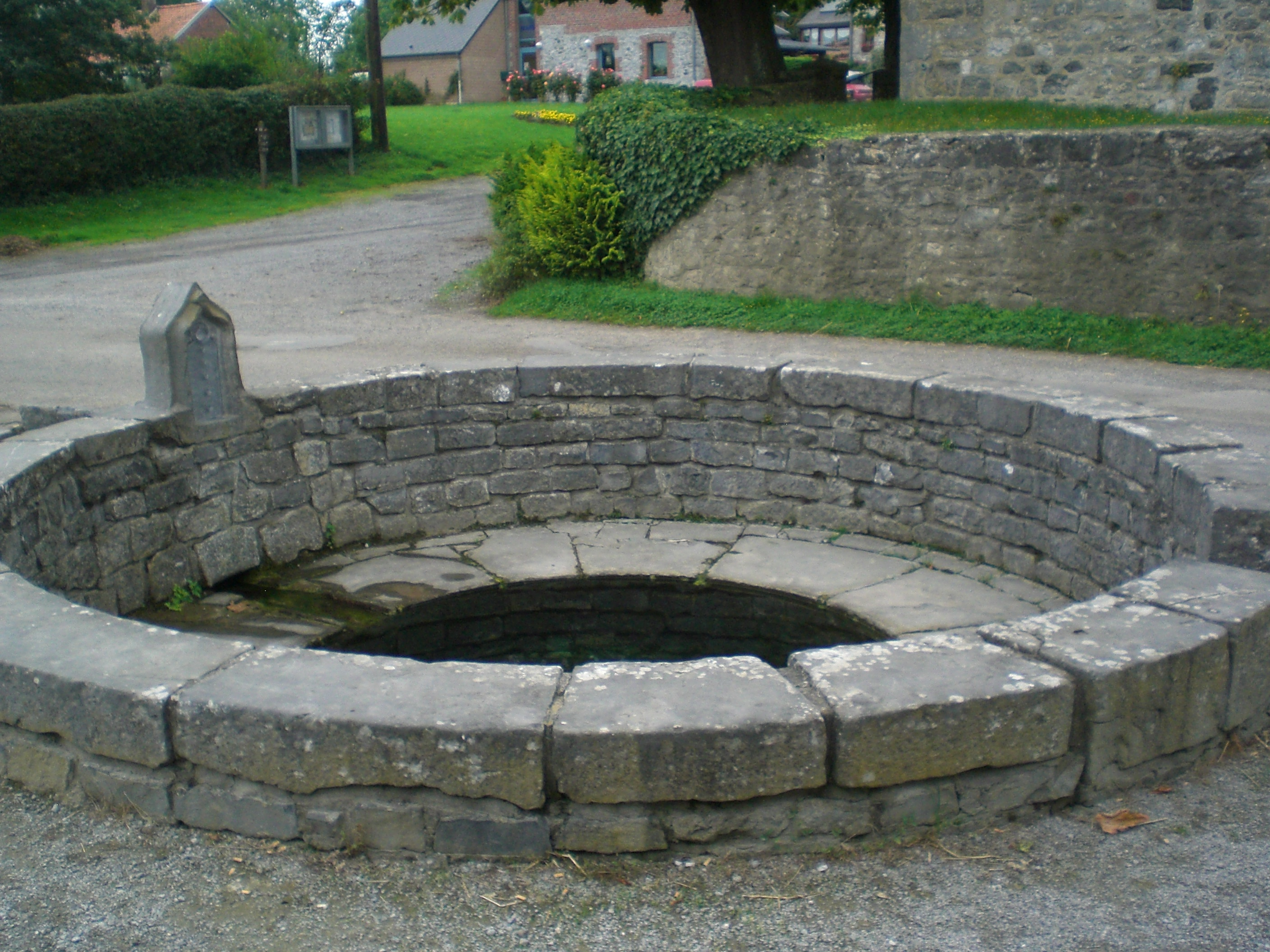
La fontaine Saint-Éloi.
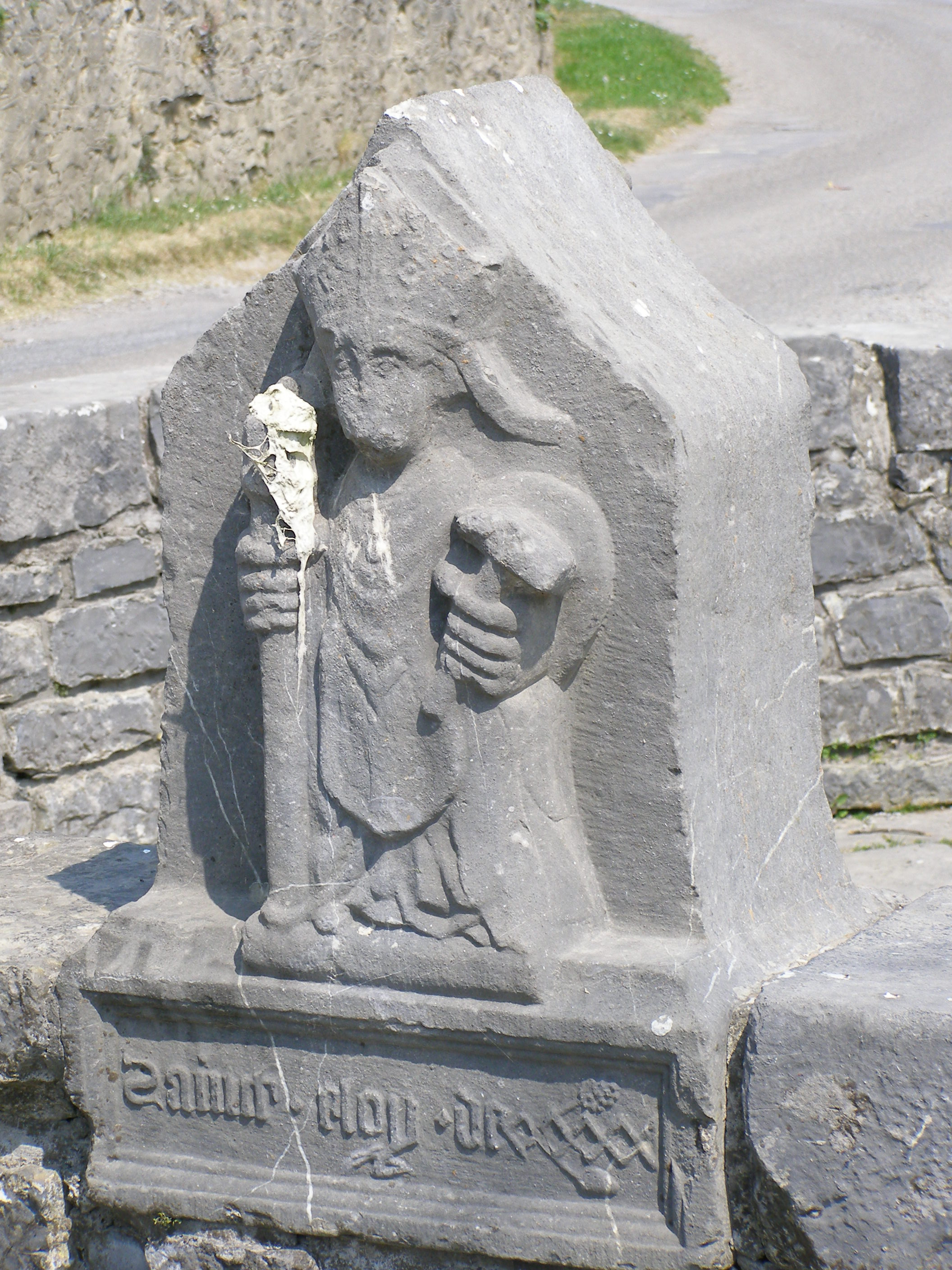
La fontaine Saint-Éloi (bas-relief de saint Éloi).
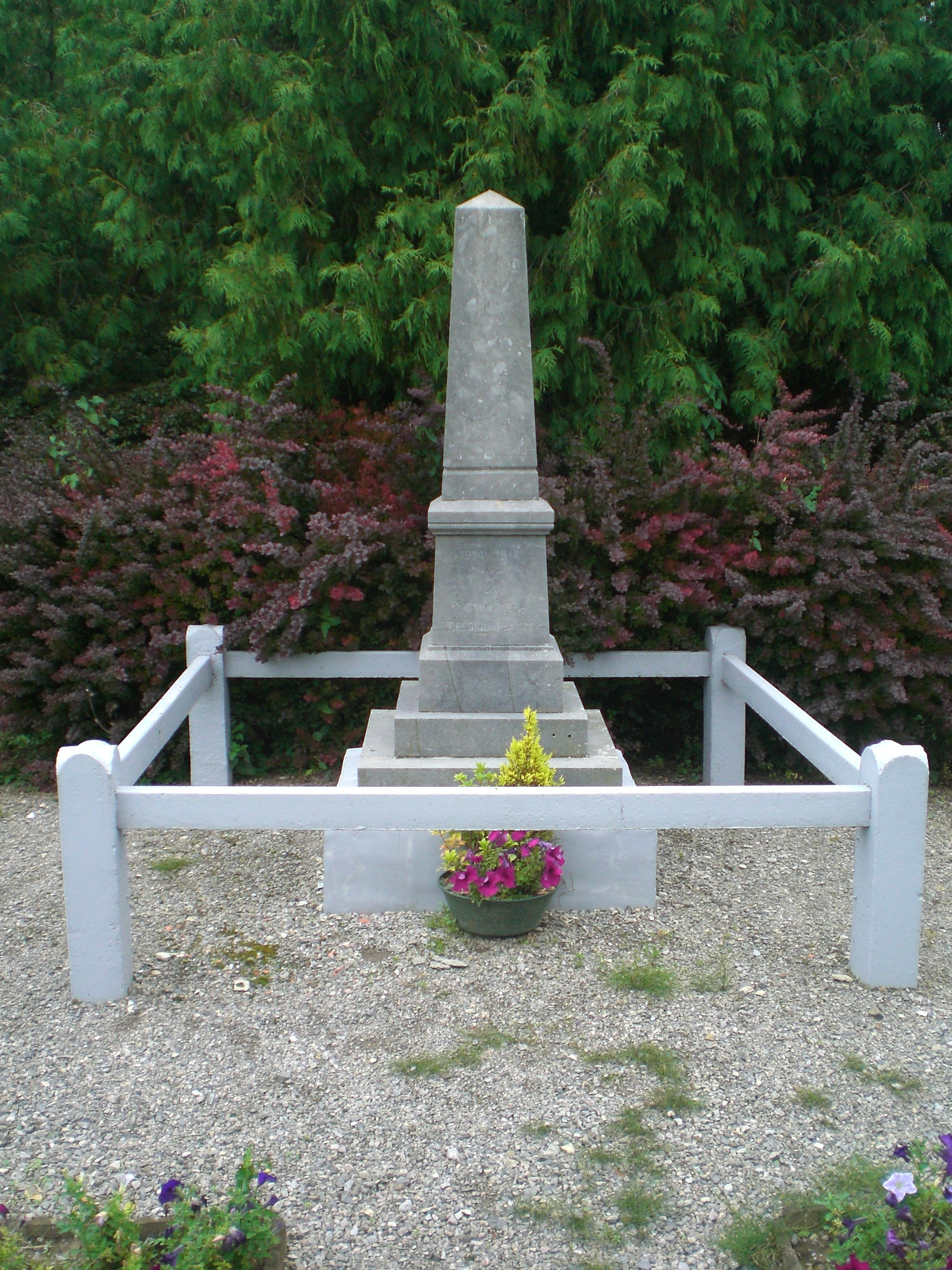
Le monument aux morts.
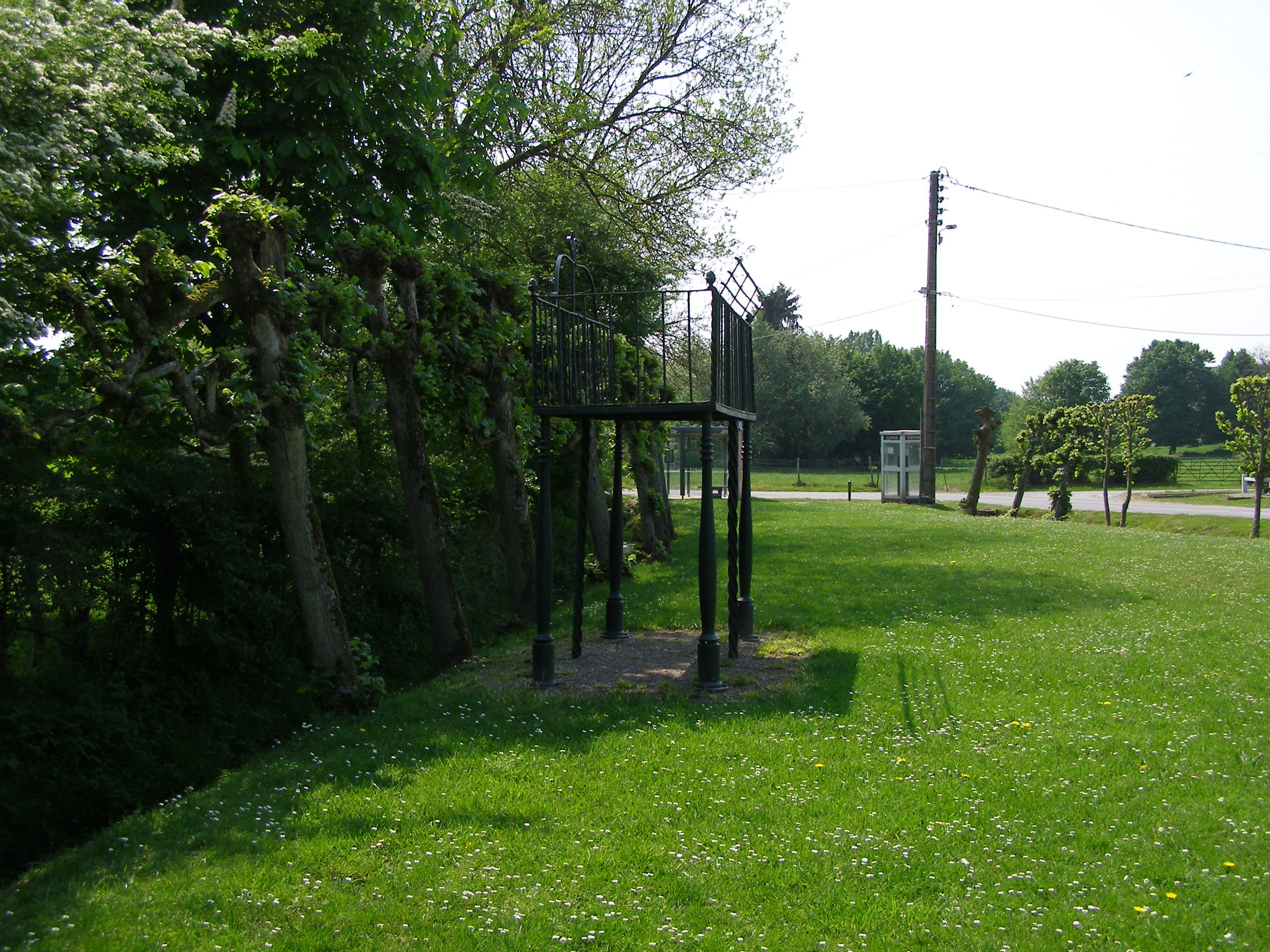
Le kiosque à danser.
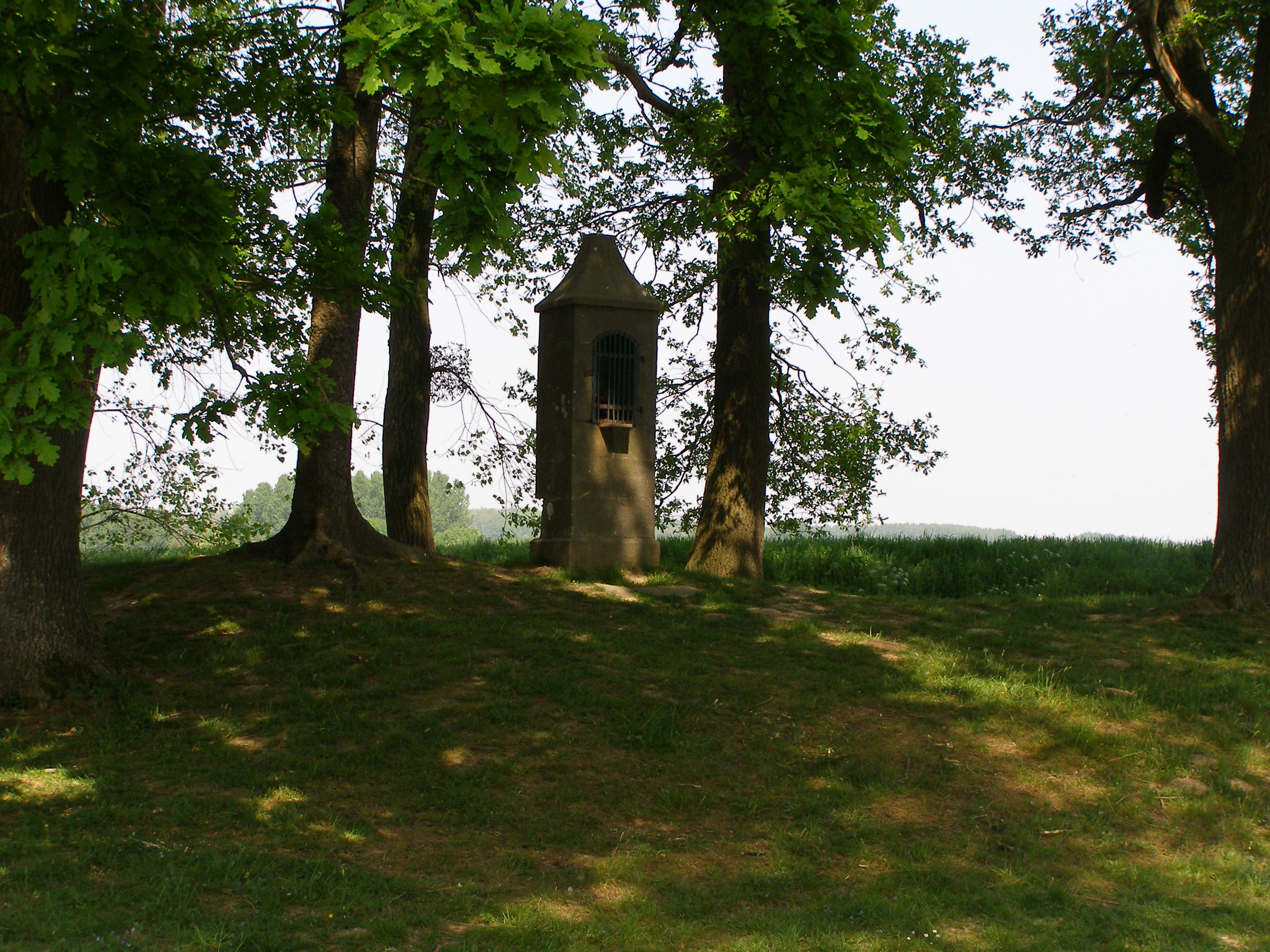
L'oratoire Saint-Antoine.
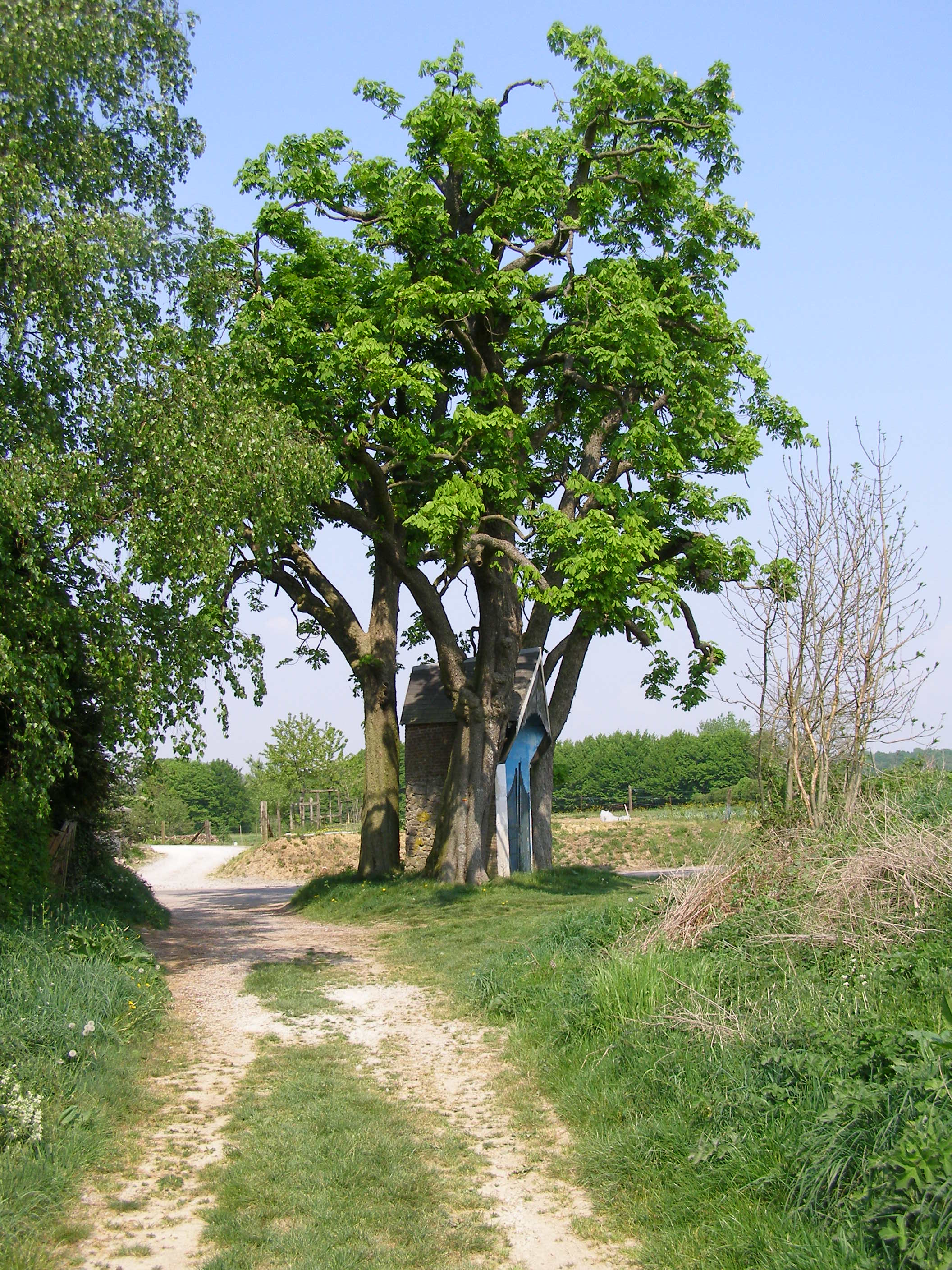
La chapelle Saint-Julien.

## Pour approfondir